# Задембенець
Задембенець (пол. Zadębieniec) — село в Польщі, у гміні Броншевиці Серадзького повіту Лодзинського воєводства.
Населення — 259 осіб (2011).
У 1975-1998 роках село належало до Серадзького воєводства.

## Демографія
Демографічна структура станом на 31 березня 2011 року:
|          | Загалом | Допрацездатний вік | Працездатний вік | Постпрацездатний вік |
| -------- | ------- | ------------------ | ---------------- | -------------------- |
| Чоловіки | 134     | 36                 | 83               | 15                   |
| Жінки    | 125     | 31                 | 67               | 27                   |
| Разом    | 259     | 67                 | 150              | 42                   |